# Sandra Hüller
Sandra Hüller (Suhl, Turingia; 30 de abril de 1978) es una actriz alemana de cine, teatro y televisión. Su trayectoria la ha llevado a protagonizar películas alemanas, británicas, estadounidenses y francesas.
Obtuvo elogios de la crítica por su interpretación de Anneliese Michel —en la película llamada Micaela Klinger— en el drama de 2006 Réquiem (El exorcismo de Micaela) y por su papel de Ines Conradi en la película nominada en los Premios Oscar de 2016, Toni Erdmann'. 
Ha recibido seis nominaciones y tres victorias en los Premio del Cine Alemán, fue galardonada con el Oso de Plata a la Mejor Actriz en el Festival de Cine de Berlín y también dos veces en los Premio del Cine Europeo a la Mejor Actriz. Obtuvo un mayor reconocimiento por sus papeles protagónicos en el drama sobre el Holocausto de Jonathan Glazer, The Zone of Interest y el drama judicial Anatomía de una caída de Justine Triet. Su actuación en el último de ellos, le valió el Premio César a la Mejor Actriz y el Premio del Cine Europeo a la Mejor Actriz y recibió una nominación en los Premios Oscar a la Mejor Actriz, Premios Globo de Oro a la Mejor Actriz - Drama, en los Critic's Choice Awards, y por ambas películas recibió dos candidaturas en los Premios BAFTA.

## Biografía

### Inicios
En su etapa escolar, se involucró en actividades teatrales y participó en diversos talleres de actuación. Uno de los proyectos notables en los que participó fue la producción We Voodokinder,  seleccionada para el Encuentro de Teatro Juvenil en Berlín en 1996.
De 1996 hasta el 2000 estudió teatro en la Escuela de Artes Interpretativas Ernst Busch en Berlín. A partir de 1999 durante dos años actuó en el teatro Jena en Turingia. Años después actuaría en el Teatro de Basilea en Suiza hasta 2006 tras una recomendación de Oliver Held.
Hüller habla cuatro idiomas; alemán,  inglés, francés y español.

### Consolidación como actriz internacional

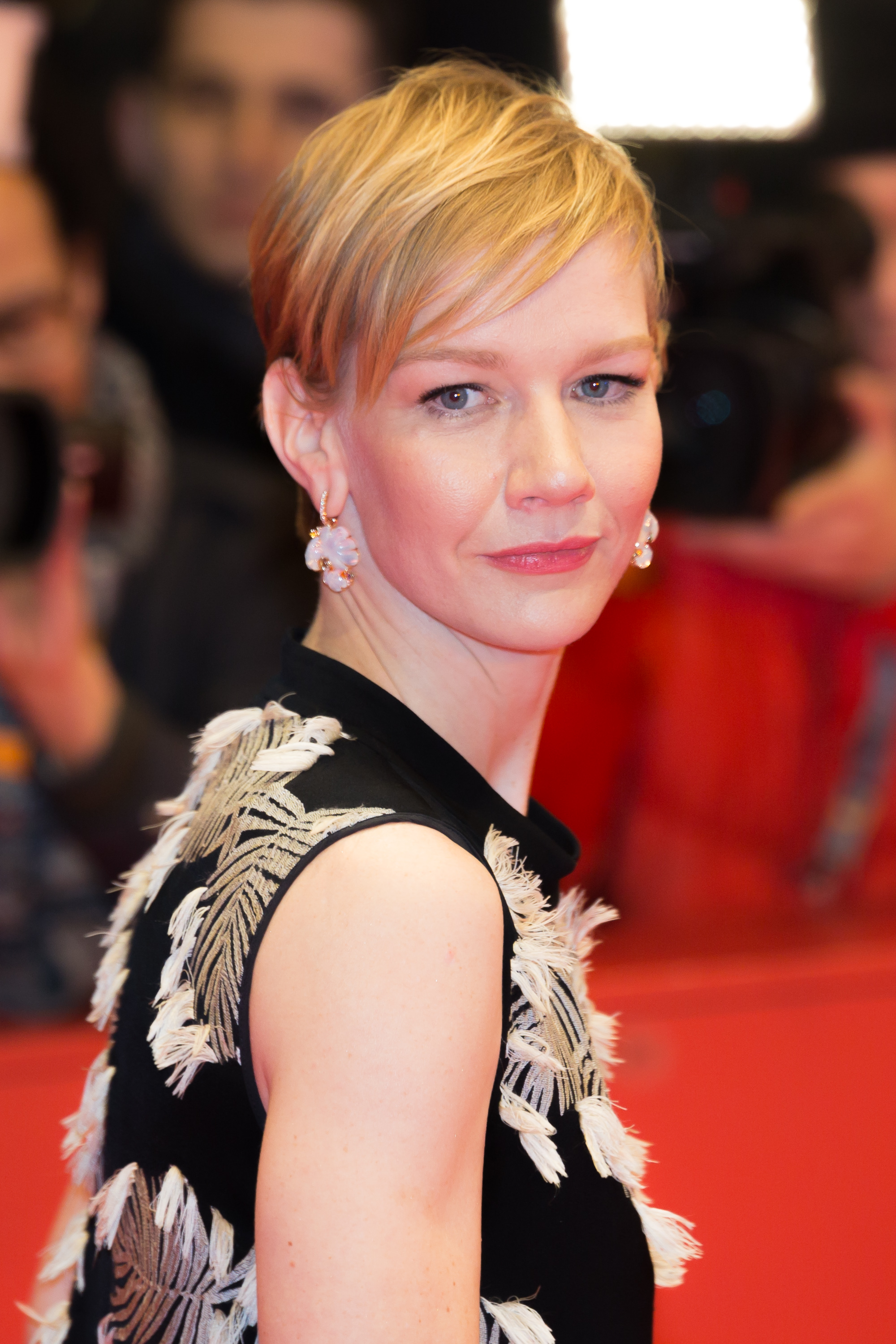
Hüller en 2017.

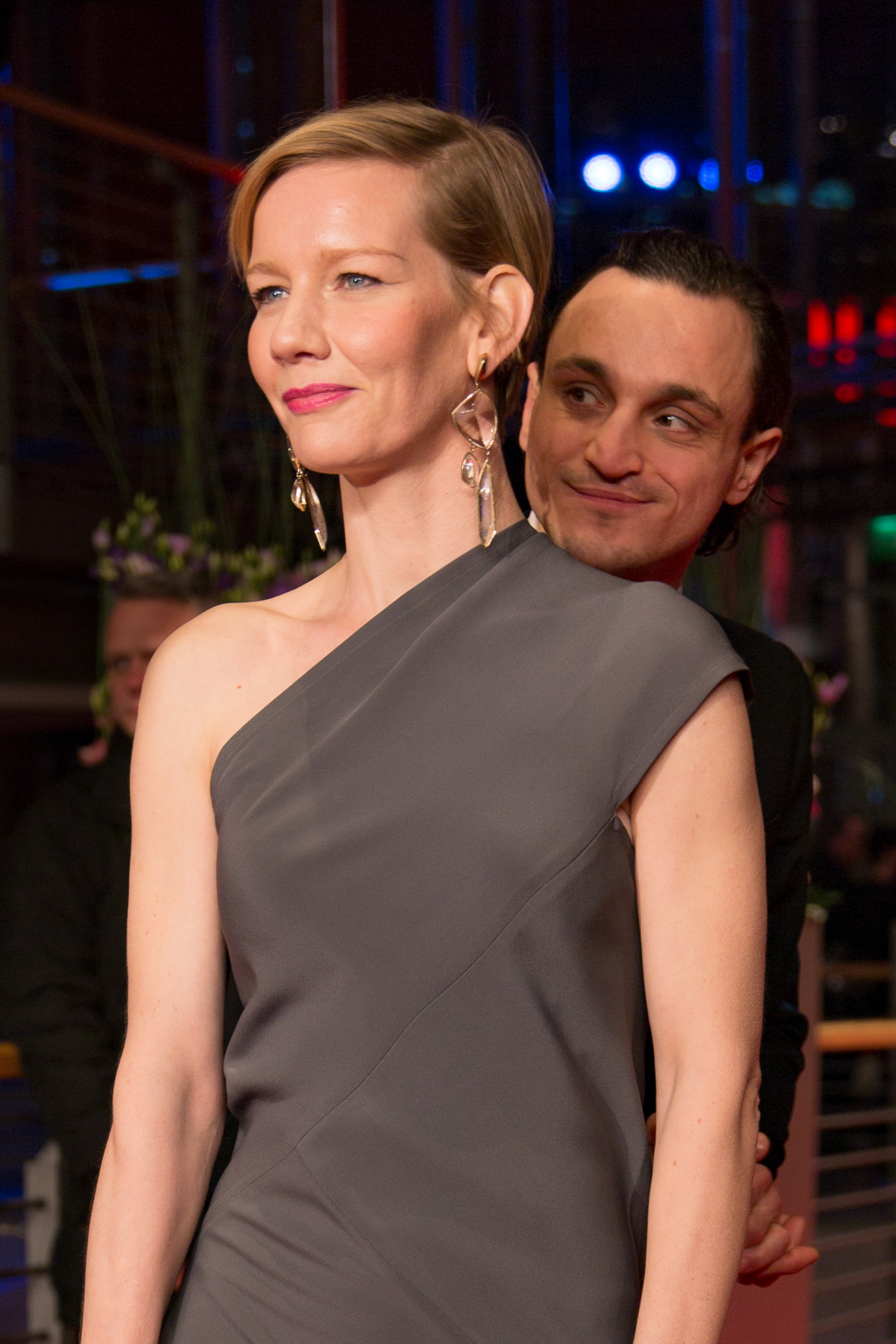
Hüller junto al actor Franz Rogowski en el Festival de Cine de Berlín (2018).

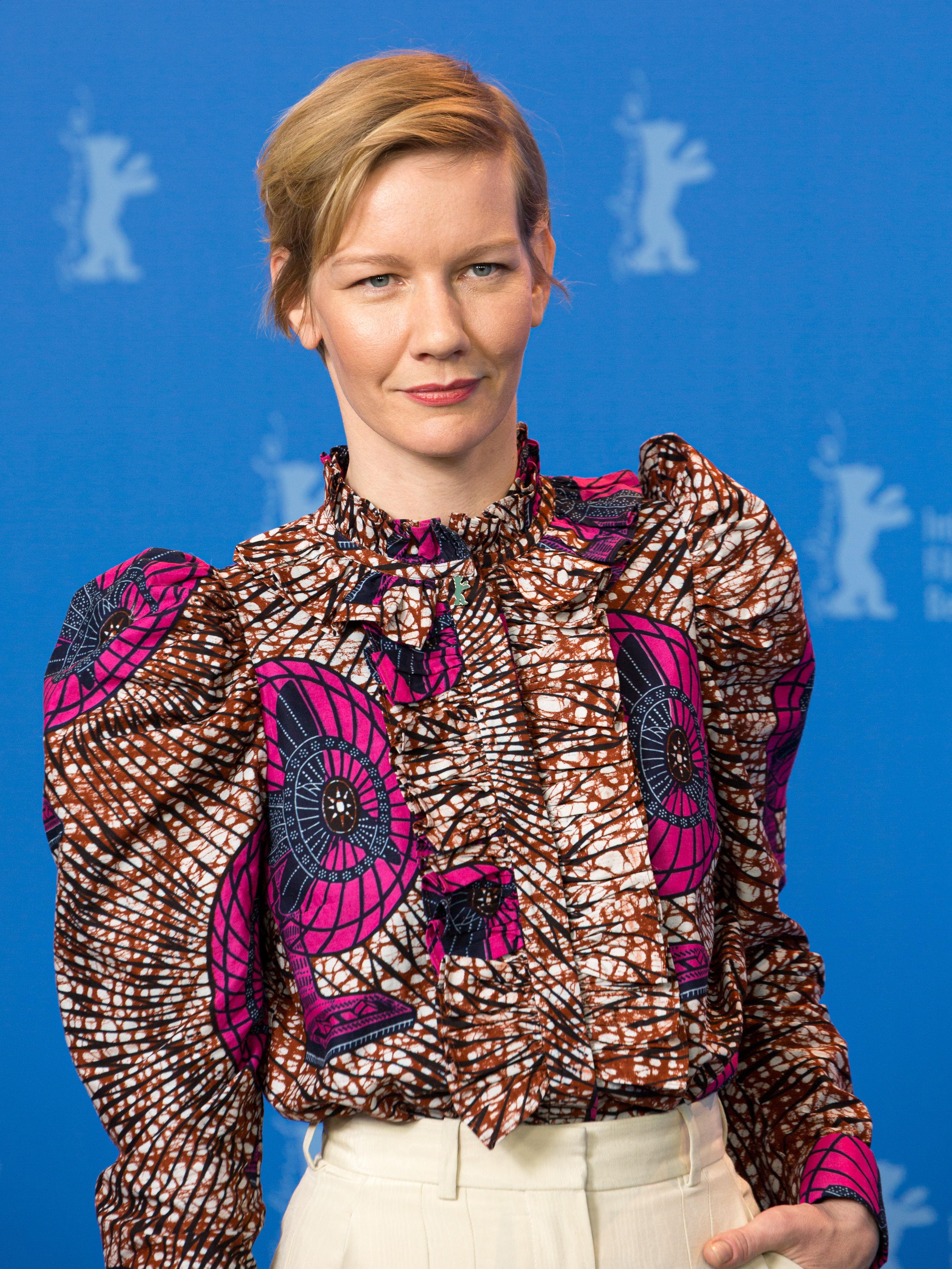
Hüller en el Festival de Cine de Berlín en 2018.

Antes del estreno de Toni Erdmann en 2016, Hüller era conocida por su papel de Michaela Klingler en la película Réquiem (El exorcismo de Micaela) de Hans-Christian Schmid, por la que ganó el Premio del Festival de Cine de Berlín a la Mejor Actriz y su primer Premio del Cine Alemán en 2006.
En 2014, ganó el Premio del Cine Alemán a la Mejor Actriz de Reparto por su interpretación de Franziska Feldenhoven en la película Finsterworld de Frauke Finsterwalder.
De 2012 a 2015, Hüller formó parte de la compañía del Munich Kammerspiele , donde trabajó con el director Johan Simons. 
Además de Julia Jentsch y Paula Beer, Hüller es la única actriz alemana que ha ganado tanto el Premio del Cine Europeo como el Oso de Plata a la Mejor Actriz, máximos honores de la Academia de Cine Europeo y del Festival de Cine de Berlín, en el siglo XXI.
En 2019, Hüller formó parte del jurado en el Festival de Cine de Berlín junto a la actriz francesa Juliette Binoche.
Hüller protagonizó dos películas que se estrenaron en la competencia principal del Festival de Cine de Cannes de 2023;  el drama judicial francés Anatomía de una caída de Justine Triet, que ganó la Palma de Oro del festival, y el drama estadounidense-británico-polaco sobre el Holocausto, The Zone of Interest, de Jonathan Glazer, que ganó el Gran Premio.En las nominaciones a los Premios del Cine Europeo del mismo año, Hüller fue considerada para ambos papeles cinematográficos. Fue la primera vez en la historia del premio cinematográfico que una actriz o actor recibió una doble nominación en una de las categorías de interpretación. Hüller finalmente ganó el premio por Anatomía de una caída. En su discurso de premiación, Hüller solicitó a todos los presentes que participaran de un momento de silencio como a favor de la búsqueda de la paz mundial.

## Vida personal
Hüller vive en Leipzig, Alemania, con su hija, que nació en 2011. Sin embargo, Hüller considera a Turingia como su verdadero hogar.

## Otras actividades
En 2024, Hüller apareció en la primera campaña publicitaria de la marca de moda homónima de Phoebe Philo.

## Contribuciones artísticas y audiovisuales

### Cine
| Año  | Título                                                   | Rol                    | Director/a                       | Notas |
| ---- | -------------------------------------------------------- | ---------------------- | -------------------------------- | --- |
| 1999 | Nicht auf den Mund                                       | Daisy                  | Kathrin Feistl                   | Cortometraje |
| 1999 | Midsommar Stories                                        | Beatrice               | Michael Chauvistré Andi Niessner | Segmento "Sabotage" |
| 2006 | Réquiem (El exorcismo de Micaela)                        | Michaela Klingler      | Hans-Christian Schmid            | Basada en el exorcismo de Anneliese Michel Ganadora - Mejor Actriz en el Festival de Cine de Berlín Ganadora - Premios del cine alemán a la Mejor Actriz                                    |
| 2006 | Kühe lächeln mit den Augen                               | Julia                  | Johanna Icks                     | |
| 2006 | Madonnas                                                 | Rita                   | Maria Speth                      | Ganadora - Mejor Actriz en el Festival de Cine de Mar del Plata |
| 2008 | Where in This World                                      | Mujer                  | Markus Wambsganss                | Cortometraje |
| 2008 | Anónima, una mujer en Berlín                             | Steffi                 | Max Färberböck                   | |
| 2008 | The Architect                                            | Reh Winter             | Ina Weisse                       | |
| 2009 | Roentgen                                                 | Charlotte              | Michael Venus                    | Cortometraje |
| 2009 | Fly                                                      | Sarah                  | Piotr J. Lewandowski             | Cortometraje |
| 2009 | Germany 09: 13 Short Films About the State of the Nation | Ulrike Meinhof         | Nicolette Krebitz                | Segmento "Die Unvollendete" |
| 2009 | Fräulein Stinnes fährt um die Welt                       | Clärenore Stinnes      | Erica von Moeller                | |
| 2009 | Henri 4                                                  | Catalina de Bourbon    | Jo Baier                         | |
| 2010 | Brownian Movement                                        | Charlotte              | Nanouk Leopold                   | |
| 2010 | Aghet – Ein Völkermord                                   | Tacy Atkinson          | Eric Friedler                    | Documental |
| 2011 | Über uns das All                                         | Martha Sabel           | Jan Schomburg                    | |
| 2012 | Fluss                                                    | Madre                  | Michael Venus                    | Cortometraje |
| 2012 | Strings                                                  | Madre                  | Rob Savage                       | |
| 2013 | Finsterworld                                             | Franziska Feldenhoven  | Frauke Finsterwalder             | |
| 2014 | Lose My Self                                             | Frauke / amiga de Lena | Jan Schomburg                    | |
| 2014 | Amour Fou                                                | Marie                  | Jessica Hausner                  | |
| 2016 | Toni Erdmann                                             | Ines Conradi           | Maren Ade                        | Ganadora - Premio del cine europeo a la Mejor Actriz Ganadora - Premio del cine alemán a la mejor actriz                                                                                    |
| 2017 | Don't                                                    | Superhero              | Daniel Freitag                   | Cortometraje |
| 2017 | Fack ju Göhte 3                                          | Biggi Enzberger        | Bora Dagtekin                    | |
| 2018 | A la vuelta de la esquina                                | Marion Koch            | Thomas Stuber                    | |
| 2018 | 25 km/h                                                  | Tanja                  | Markus Goller                    | |
| 2019 | El reflejo de Sibyl                                      | Mika                   | Justine Triet                    | |
| 2019 | Proxima                                                  | Wendy                  | Alice Winocour                   | |
| 2019 | Exil                                                     | Nora                   | Visar Morina                     | |
| 2021 | El hombre perfecto                                       | Mitarbeiterin          | Maria Schrader                   | |
| 2021 | Múnich en vísperas de una guerra                         | Helen Winter           | Christian Schwochow              | Película de Netflix |
| 2023 | Sisi & I                                                 | Irma Sztáray           | Frauke Finsterwalder             | |
| 2023 | Anatomía de una caída                                    | Sandra                 | Justine Triet                    | Nominada - Premio Óscar a la Mejor Actriz Nominada - Globo de Oro a la Mejor Actriz - Drama Ganadora - Premio del cine europeo a la Mejor Actriz Nominada - Premios BAFTA a la mejor Actriz |
| 2023 | The Zone of Interest                                     | Hedwig Höss            | Jonathan Glazer                  | Película sobre el Holocausto Judío Nominada - Premios BAFTA a la Mejor Actriz de Reparto |
| 2024 | Rose                                                     | Rose                   |                                  | |
| 2025 | El gran golpe del este                                   | Maren                  | Natja Brunckhorst                | |
| 2026 | Project Hail Mary                                        | Eva Stratt             | Phil Lord y Christopher Miller   | Rodaje en curso |
| 2026 | Judy                                                     |                        | Alejandro González Iñárritu      | Rodaje en curso |

### Televisión
| Año  | Título             | Papel          | Notas      |
| ---- | ------------------ | -------------- | ---------- |
| 2011 | Der Kriminalist    | Conny Lojewski | 1 episodio |
| 2013 | Pinocchio          | Zorro          | Miniserie  |
| 2014 | Polizeiruf 110     | Karen Wagner   | 1 episodio |
| 2016 | Der Tatortreiniger | Silke Hansen   | 1 episodio |

### Radio
- 2013: Paul Plamper : La compra – Realización: Paul Plamper (WDR/BR/DLF/Schauspiel Köln)
- 2017: Paul Plamper: Serving Spirits - Realización: Paul Plamper (WDR/BR/DLF (Cultura)/MDR/ Ruhrtriennale / Maxim-Gorki-Theater )
- 2016: Franz Kafka , El castillo . Obra radiofónica en 12 partes, papel: Olga, director: Klaus Buhlert ( obra radiofónica BR y arte multimedia )
- 2021: Kirsten Becken: Ver sus fantasmas – Realización: Judith Lorentz ( Deutschlandfunk Kultur )

### Audiolibros
- 2013: Finn-Ole Heinrich: Die erstaunlichen Abenteuer der Maulina Schmitt – Mein kaputtes Königreich. (Hörcompany)
- 2014: Finn-Ole Heinrich: Die erstaunlichen Abenteuer der Maulina Schmitt – Warten auf Wunder. (Hörcompany)
- 2015: Finn-Ole Heinrich: Die erstaunlichen Abenteuer der Maulina Schmitt – Ende des Universums (Hörcompany)
- 2015: Karen Köhler: Wir haben Raketen geangelt (tacheles!/Roof Music)
- 2017: Mariana Leky: Was man von hier aus sehen kann (tacheles!/Roof Music)
- 2018: Wolfgang Herrndorf: Bilder deiner großen Liebe: Ein großer Monolog mit Musik (tacheles!/Roof Music)[10]
- 2019: Mariana Leky: Die Herrenausstatterin (tacheles!/Roof Music)[11]
- 2019: Mariana Leky: Erste Hilfe (tacheles!/Roof Music)[11]

## Premios y nominaciónes

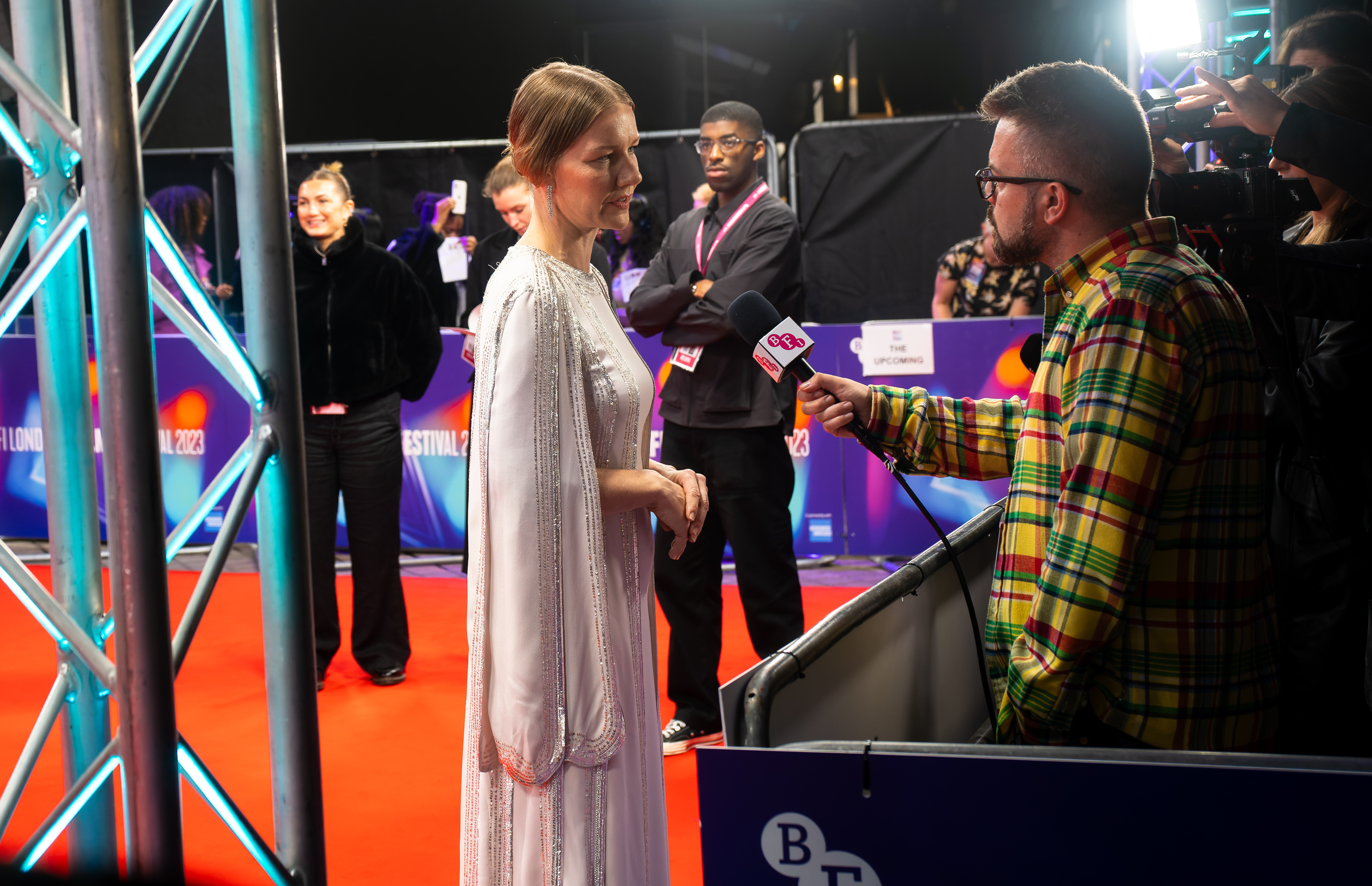
Hüller siendo entrevistada en el London Film Festival, en el estreno de La Zona de Interés (2023).

Hüller ha recibido premios tanto en su país como internacionalmente. Su primer papel importante fue en Réquiem (El exorcismo de Micaela) en 2006 por la que obtuvo el Oso de plata a la mejor interpetación femenina en el Festival de Cine de Berlín.
En 2016, protagonizó Toni Erdmann, comedia de Maren Ade nominada en los Premios Oscar. La película fue aclamada por la crítica y la interpretación de Hüller fue elogiada. Fue ganadora en los Premios del cine europeo y por segunda vez en los Premios del cine alemán en la categoría de Mejor Actriz. Dicha película permitió a Hüller ser reconocida como una artista internacional.
En 2023, Hüller protagonizó; el drama-judicial Anatomía de una caída de Justine Triet y el drama histórico sobre el Holocausto Judío La zona de Interés de Jonathan Glazer. Ambas películas fueron estrenadas y galardonadas en el Festival de Cine de Cannes, y Anatomía de una caída obtuvo la Palma de Oro, el máximo galardón del Festival. Por esta última, Hüller recibió su segunda victoria en los Premios del cine europeo, ganó en Los Angeles Film Critics Association, National Society of Film Critics y fue nominada en los Premios Oscar a la Mejor Actriz, Premios Globos de Oro como Mejor Actriz de Drama , en los Premios Satellite, en los BAFTA y en los Premios de la Sociedad Internacional de Cinéfilos.
Premios Óscar
| Año  | Categoría    | Película              | Resultado |
| ---- | ------------ | --------------------- | --------- |
| 2024 | Mejor actriz | Anatomía de una caída | Nominada  |

Premios Globos de Oro
| Año  | Categoría            | Película              | Resultado |
| ---- | -------------------- | --------------------- | --------- |
| 2024 | Mejor actriz - Drama | Anatomía de una caída | Nominada  |

Premios del Cine Europeo
| Año  | Categoría            | Película                          | Resultado |
| ---- | -------------------- | --------------------------------- | --------- |
| 2024 | Mejor actriz Europea | Anatomía de una caída             | Ganadora  |
| 2024 | Mejor actriz Europea | La Zona de Interés                | Nominada  |
| 2016 | Mejor actriz Europea | Toni Erdmann                      | Ganadora  |
| 2006 | Mejor actriz Europea | Réquiem (El exorcismo de Micaela) | Nominada  |

Premios César
| Año  | Categoría    | Película              | Resultado |
| ---- | ------------ | --------------------- | --------- |
| 2024 | Mejor actriz | Anatomía de una caída | Ganadora  |

Festival de Cine de Berlín
| Año  | Categoría                      | Película                          | Resultado |
| ---- | ------------------------------ | --------------------------------- | --------- |
| 2006 | Oso de Plata a la Mejor actriz | Réquiem (El exorcismo de Micaela) | Ganadora  |

Premios del Cine Alemán
| Año  | Categoría               | Película                          | Resultado |
| ---- | ----------------------- | --------------------------------- | --------- |
| 2023 | Mejor Actriz            | Sis & Ich                         | Nominada  |
| 2022 | Mejor Actriz de Reparto | Das Schwarze Quadrat              | Nominada  |
| 2018 | Mejor Actriz de Reparto | A la vuelta de la esquina         | Nominada  |
| 2017 | Mejor Actriz            | Toni Erdmann                      | Ganadora  |
| 2014 | Mejor Actriz de Reparto | Finsterworld                      | Ganadora  |
| 2012 | Mejor Actriz de Reparto | Über uns das All                  | Nominada  |
| 2006 | Mejor Actriz            | Réquiem (El exorcismo de Micaela) | Ganadora  |

### Otros reconocimientos
- 2003: Mejor Actriz Joven, presentado por Theatre heute.
- 2013: Mejor Actriz, presentado por Theatre heute.
- 2019: Anillo Gertrud-Eysoldt
- 2020: Theatrepreis Berlin , presentado por la Stiftung Preußische Seehandlung
- 2020: Cruz de la Orden del Mérito de la República Federal de Alemania.
- 2023: Premio Honorífico en los Gilde Film Price[12]